# 8144-es mellékút (Magyarország)
A 8144-es számú mellékút egy közel 18 kilométer hosszú, négy számjegyű mellékút Komárom-Esztergom vármegye területén. Nagyigmándot köti össze Szákszend térségével.

## Nyomvonala
Nagyigmánd központjának keleti részén indul, a 8136-os útból kiágazva, annak 20. kilométere közelében, nagyjából délkeleti irányban. Szendi út néven húzódik a belterület délkeleti széléig, amit alig 300 méter után el is ér; nem sokkal ezután keresztezi a 13-as főutat, amely itt nem sokkal a 15. kilométere előtt jár, majd nagyjából változatlan irányban folytatódik a település külterületei között. 5. kilométerénél érinti a még a nagyközséghez tartozó Szentmihálypusztai iskolasor elnevezésű külterületi községrészt.
6,7 kilométer után átlépi Szákszend határát, de már a 10. kilométerét is elhagyja, amire eléri a település lakott részeit. Jó darabig Győri utca, majd Száki utca a települési neve (utóbbi név abból az időkből származik, amikor még Szák és Szend különálló községek voltak, hasonlóan a nagyigmándi Szendi út elnevezéshez), egy szakaszon Móra Ferenc, az észak-déli irányban hosszan elnyúló község legdélebbi részén (már az egykori Szák területén) pedig Dózsa György nevét viseli. 14,5 kilométer után elhagyja a belterületet, majd a 16. kilométerét elhagyva egy jelentéktelennek tűnő elágazáshoz ér: a 81 325-ös számú mellékút ágazik itt ki belőle kelet felé, amely a Környe–Pápa-vasútvonal Szák-Szend megállóhelyig vezetett. Kevéssel ezután átszeli a vasútvonal maradványait is, majd további másfél kilométernyi külterületi szakasz után véget ér, beletorkollva a 8135-ös útba, annak 22+300-as kilométerszelvénye közelében még mindig szákszendi külterületek között, alig 600 méterre Császár és nagyjából 900 méterre Dad határától.
Teljes hossza, az országos közutak térképes nyilvántartását szolgáló kira.gov.hu adatbázisa szerint 17,678 kilométer.

## Települések az út mentén
- Nagyigmánd
- Szákszend